# Насырова, Альфина Робертовна
Насырова Альфина Робертовна (каз. Насырова Альфина Роберткызы; род. 12 июня 1988 года) — казахстанская модель, победительница конкурса Мисс Алматы 2007, победительница национального конкурса красоты «Мисс Казахстан 2007».

## Биография
Родилась в татарской семье. На момент победы в конкурсе, училась в Алматинском технологическом университете. Её рост — 178 см, параметры фигуры 90-60-90.

## Конкурсы красоты
Участница международного конкурса красоты Мисс Вселенная 2008, проходившего в городе Нячанг (Вьетнам) и Мисс Мира 2008 в Йоханнесбурге (ЮАР) 13 декабря 2008 года. Вошла в топ-15 Мисс Мира. Получила звание 4-й вице-мисс на международном конкурсе красоты Miss Globe International 2011. Заняла 3-е место на конкурсе Miss New World 2017.

## Личная жизнь
В 12 июня 2022 года в Пхукете вышла замуж за Криса Хо, в том же году родила девочку назвали Амалфия.
11 января 2025 года родила двойню - мальчик и девочку Живёт в Банкоке

## Примечание
1. ↑  «Мисс Казахстан»: За всю историю конкурса чаще всего побеждали красавицы из Алматы (ФОТО). Айгерим Тукушева (28 августа 2014). Дата обращения: 26 ноября 2015. Архивировано из оригинала 12 октября 2016 года.
2. ↑  Мисс Казахстан-2007 стала алматинская студентка Альфина Насырова (фото). Архивировано 22 декабря 2015. Дата обращения: 17 ноября 2016.
3. ↑  Мисс Казахстан-2007 стала алматинская студентка Альфина Насырова (фото). ЦентрАзия (10 декабря 2007). Дата обращения: 26 ноября 2015. Архивировано 22 декабря 2015 года.
4. 1 2  Все победительницы конкурса Мисс Казахстан (1989-2015). top-antropos.com. Дата обращения: 3 апреля 2016. Архивировано 13 мая 2016 года.
5. ↑  Miss World 2008 top contestants. Pageant Observer. 13 декабря 2008. Архивировано 8 августа 2014. Дата обращения: 7 августа 2014.
6. ↑  Miss Universe 2008. Pageantopolis. Дата обращения: 7 августа 2014. Архивировано 10 августа 2014 года.
7. 1 2  Miss World 2008. Pageantopolis. Дата обращения: 7 августа 2014. Архивировано 26 июня 2015 года.
8. ↑  Miss World: 2008. Miss World. Дата обращения: 7 августа 2014. Архивировано 23 июля 2014 года.
9. ↑  Новость: «Мисс Казахстан 2007» Альфина Насырова получила звание 4-й вице-мисс на международном конкурсе красоты Miss Globe International 2011. Новости Казахстана. Дата обращения: 3 апреля 2016. Архивировано из оригинала 14 апреля 2016 года.
10. ↑  «Мисс Казахстан 2007» вошла в Топ-5 конкурса красоты в Турции - события в мире моды | Tengrinews. Tengrinews.kz. Дата обращения: 17 ноября 2016. Архивировано 17 ноября 2016 года.
11. ↑  Miss New World 2017 Kraliçesi Bosna Hersek’ten Ana Bavrka oldu " Magazin Haberleri. Дата обращения: 25 июля 2017. Архивировано 9 сентября 2017 года.
12. ↑  Instagram. www.instagram.com. Дата обращения: 20 июня 2025.
13. ↑  Instagram. www.instagram.com. Дата обращения: 20 июня 2025.
14. ↑  Instagram. www.instagram.com. Дата обращения: 20 июня 2025.